# گای مارتین
گای مارتین (متولد ۴ نوامبر ۱۹۸۱) یک شخصیت تلویزیونی و راننده مسابقات موتورسیکلت تی تی است. اولین مسابقهٔ وی در سال ۱۹۹۸ صورت گرفت. وی تا کنون دو بار کمر خود را در این مسابقات شکسته‌است. یک مرتبه در سال ۲۰۱۰ و بار دیگر در سال ۲۰۱۵. وی علی‌رغم این تصادفات باز هم به حرفه خود ادامه داد. اولین شغلی که وی پس از ترک مدرسه برگزید مکانیکی موتورسیکلت بوده. گای در دوران موتورسواری نیز این توانایی را در خود حفظ نمود.